# 薩瓦河畔扎戈列市鎮

薩瓦河畔扎戈列市鎮在斯洛文尼亚的位置

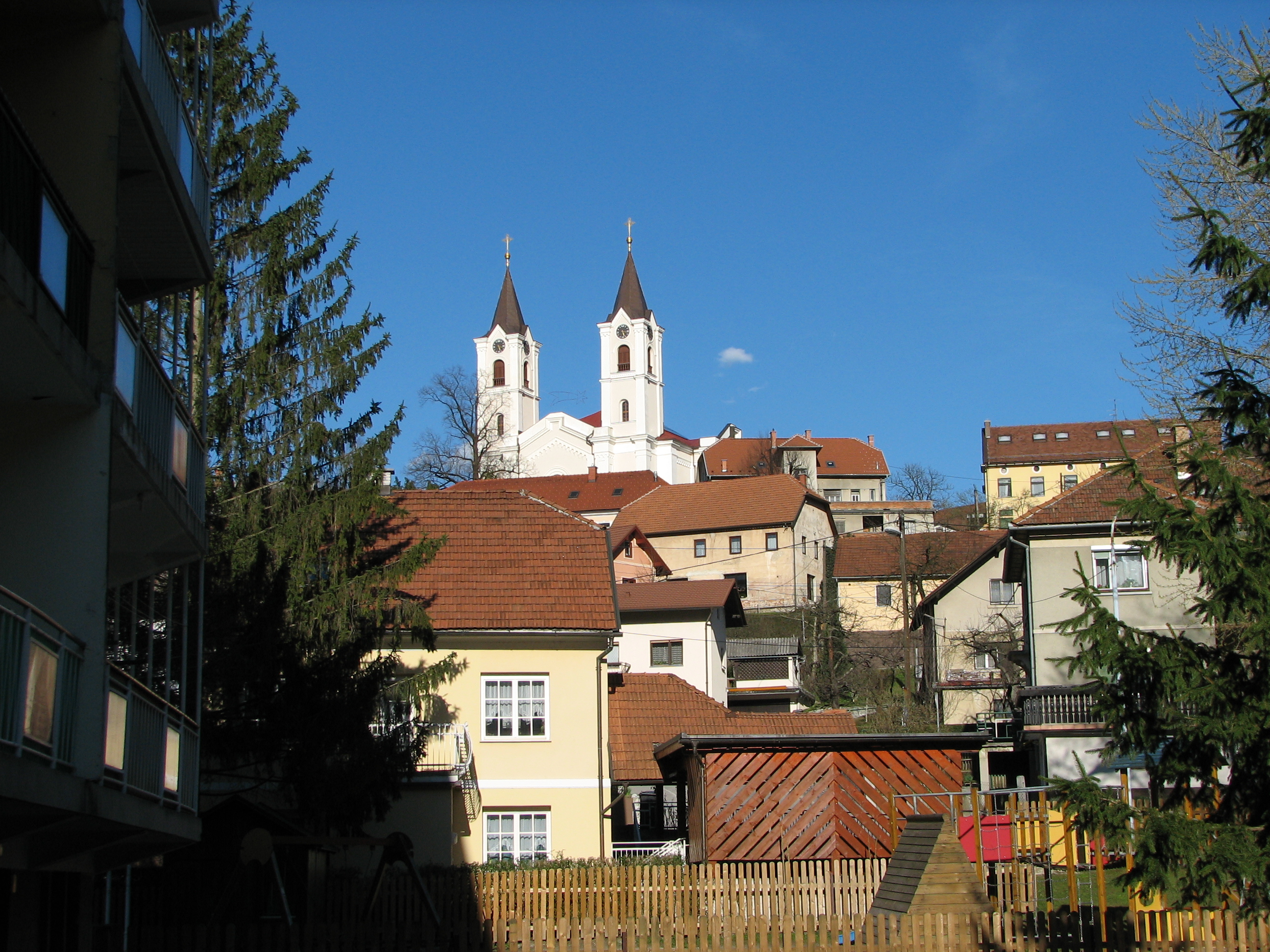
镇中心的教堂

46°08′N 15°0′E / 46.133°N 15.000°E
薩瓦河畔扎戈列市鎮，是斯洛文尼亞北部的一個市鎮，行政中心为薩瓦河畔扎戈列，傳統上屬於上卡尼奧拉地區，市镇面積为147.1平方公里，2002年人口数量为17,067人，人口密度每平方公里120人。